# Simpson Leroy Brown
Simpson Leroy Brown (auch S. Leroy Brown, * 23. November 1881 in Brownsburg, Hendricks County, Indiana, Vereinigte Staaten; † 18. März 1966 in Austin, Travis County, Texas, Vereinigte Staaten) war ein US-amerikanischer Physiker.

## Leben

### Familie und Ausbildung
Der aus dem im US-Bundesstaat Indiana gelegenen Town Brownsburg stammende Simpson Leroy Brown, Sohn des früh verstorbenen John Wiman Brown (1854–1894) sowie der Mary Catherine Huffer Brown (1854–1934), widmete sich nach dem High-School-Abschluss dem Studium der Physik an der Indiana University in Bloomington, 1905 erwarb er den akademischen Grad eines Bachelor of Arts, 1907 den eines Master of Arts. Der mit einem Whiting Research Fellowship ausgezeichnete Simpson Leroy Brown setzte sein Studium an der University of California, Berkeley fort, 1909 wurde er zum Ph. D. promoviert.
Simpson Leroy Brown ehelichte am 10. Juli 1910 Josephine Ellen Brown (1883–1959). Das Paar hatte eine Adoptivtochter namens Elizabeth Bee Brown Meyer (1923–1975). Brown starb im März 1966 im Alter von 84 Jahren in Austin.

### Beruflicher Werdegang
Nach seinem Bachelor-Abschluss erhielt Simpson Leroy Brown eine Stelle als  Assistant Instructor an der Purdue University in West Lafayette. Nach seiner Promotion übernahm er eine Anstellung als Instructor of Physics an der Lehigh University in Bethlehem im US-Bundesstaat Pennsylvania. 1911 wechselte Brown in der gleichen Funktion an die University of Texas, 1913 wurde er zum Adjunct Professor, 1917 zum Associate Professor, 1923 zum Professor of Physics befördert, 1954 wurde er emeritiert. Er war zusätzlich als Direktor der Fidelity State Bank of Austin, als Präsident des Academic Board der United States Air Force Radio School in Penn Field im US-Bundesstaat Texas sowie seit 1942 als Berater für das Military Physics Research Laboratory eingesetzt.
Brown war der Erfinder des sogenannten Multi-Harmonographen, einer Maschine, die laut Brown technische Schwierigkeiten bei Radio- und Telefonnetzen lösen kann. Simpson Leroy Brown wurde zum Fellow der American Association for the Advancement of Science, der American Physical Society sowie zum Mitglied der Sigma Xi, der Sigma Pi Sigma und der Tau Beta Pi gewählt. Brown veröffentlichte Aufsätze in wissenschaftlichen Zeitschriften.

## Publikationen
- The residual of inductance and capacity in resistance coils. A standard resistance with balanced inductance and capacity. Thesis submitted for the degree of Ph. D. University of California, Berkeley, 1909
- Electricity and magnetism. H. Holt and Co., New York, 1937